# Фесенко, Сергей Сергеевич
Сергей Сергеевич Фесенко (род. 5 июня 1982, Киев) — украинский пловец, специалист по плаванию вольным стилем. Выступал на международном уровне за сборную Украины на всём протяжении 2000-х годов, серебряный и бронзовый призёр Универсиады в Бангкоке, обладатель серебряной и двух бронзовых медалей Кубка мира, участник трёх летних Олимпийских игр.

## Биография
Сергей Фесенко родился 5 июня 1982 года в городе Киеве Украинской ССР. Сын известного советского пловца Сергея Леонидовича Фесенко, олимпийского чемпиона 1980 года.
Проходил подготовку в США, во время обучения в Индианском университете выступал в Конференции Big Ten Национальной ассоциации студенческого спорта.
Впервые заявил о себе на международном уровне в сезоне 2000 года, когда вошёл в основной состав украинской национальной сборной и выступил на летних Олимпийских играх в Сиднее, где занял 16 место в плавании на 200 метров баттерфляем и 14 место в эстафете 4 × 200 метров вольным стилем.
В 2003 году завоевал бронзовую медаль на этапе Кубка мира в Берлине.
На Кубке мира 2004 года в Нью-Йорке стал бронзовым и серебряным призёром в плавании вольным стилем на дистанциях 400 и 1500 метров. Благодаря череде удачных выступлений удостоился права защищать честь страны на Олимпийских играх в Афинах — здесь показал 21 результат в плавании на 400 метров вольным стилем и 12 результат в эстафете 4 × 200 метров вольным стилем.
В 2007 году побывал на Всемирной Универсиаде в Бангкоке, откуда привёз награды серебряного и бронзового достоинства, выигранные в плавании вольным стилем на дистанциях 1500 и 800 метров соответственно.
Находясь в числе лидеров плавательной команды Украины, благополучно прошёл отбор на Олимпийские игры 2008 года в Пекине — на сей раз занял 16 и 23 места в плавании вольным стилем на 400 и 1500 метров соответственно.